# برزک (مجارستان)
برزک (به مجاری:  Berzék) یک شهرداری در مجارستان است که در ناحیه میشکولتس واقع شده‌است. برزک ۱۰٫۶ کیلومتر مربع مساحت و ۱٬۰۴۴ نفر جمعیت دارد.